# Mistrzostwa Świata w Biathlonie 2025 – sztafeta mieszana
Sztafeta mieszana na Mistrzostwach Świata w Biathlonie 2025 odbyła się 12 lutego w Lenzerheide. Była to pierwsza konkurencja podczas tych mistrzostw. Wystartowały w niej 24 reprezentacje, z których 7 zostało zdublowanych. Mistrzami świata zostali Francuzi, srebro zdobyli Czesi, a trzecie miejsce zajęli Niemcy.
Polska sztafeta została sklasyfikowana na 14. pozycji.

## Wyniki
| Miejsce | Nr | Reprezentacja | Czas                                      | Kary (L+S)                              | Strata  |
| ------- | -- | --- | ----------------------------------------- | --------------------------------------- | ------- |
| 01 !    | 3  | Francja · 1. Julia Simon · 2. Lou Jeanmonnot · 3. Éric Perrot · 4. Émilien Jacquelin                             | 1:04:41,5 16:43,8 17:00,3 15:02,0 15:55,4 | 0+2 1+4 0+1 0+0 0+0 0+1 0+0 0+0 0+1 1+3 |         |
| 02 !    | 8  | Czechy · 1. Jessica Jislová · 2. Tereza Voborníková · 3. Vítězslav Hornig · 4. Michal Krčmář                     | 1:05:55,3 17:00,2 17:30,5 15:45,4 15:39,2 | 0+3 0+6 0+0 0+1 0+2 0+0 0+0 0+3 0+1 0+2 | +1:13,8 |
| 03 !    | 4  | Niemcy · 1. Selina Grotian · 2. Franziska Preuß · 3. Philipp Nawrath · 4. Justus Strelow                         | 1:05:59,9 17:03,4 17:35,6 15:38,4 15:42,5 | 0+5 0+6 0+2 0+2 0+1 0+1 0+2 0+3 0+0 0+0 | +1:18,4 |
| 4       | 1  | Norwegia · 1. Ingrid Landmark Tandrevold · 2. Maren Kirkeeide · 3. Sturla Holm Lægreid · 4. Johannes Thingnes Bø | 1:06:02,6 18:55,3 17:27,2 15:00,1 14:40,0 | 1+4 1+4 1+3 1+3 0+1 0+0 0+0 0+1 0+0 0+0 | +1:21,1 |
| 5       | 2  | Szwecja · 1. Anna Magnusson · 2. Hanna Öberg · 3. Martin Ponsiluoma · 4. Sebastian Samuelsson                    | 1:06:18,0 17:47,0 17:54,3 15:10,2 15:26,5 | 0+4 1+6 0+3 0+0 0+0 1+3 0+1 0+1 0+0 0+2 | +1:36,5 |
| 6       | 6  | Szwajcaria · 1. Amy Baserga · 2. Lena Häcki-Groß · 3. Sebastian Stalder · 4. Niklas Hartweg                      | 1:06:25,6 17:22,7 17:38,9 16:01,4 15:22,6 | 0+9 0+2 0+2 0+0 0+2 0+2 0+3 0+0 0+2 0+0 | +1:44,1 |
| 7       | 5  | Włochy · 1. Hannah Auchentaller · 2. Dorothea Wierer · 3. Lukas Hofer · 4. Tommaso Giacomel                      | 1:07:22,7 17:03,9 17:26,7 15:45,0 17:07,1 | 1+8 0+5 0+1 0+0 0+1 0+1 0+3 0+1 1+3 0+3 | +2:41,2 |
| 8       | 7  | Ukraina · 1. Iryna Petrenko · 2. Chrystyna Dmytrenko · 3. Anton Dudczenko · 4. Dmytro Pidruczny                  | 1:07:31,1 18:17,8 18:10,8 15:38,6 15:23,9 | 0+0 0+5 0+0 0+2 0+0 0+1 0+0 0+0         | +2:49,6 |
| 9       | 10 | Finlandia · 1. Suvi Minkkinen · 2. Sonja Leinamo · 3. Tero Seppälä · 4. Olli Hiidensalo                          | 1:07:33,8 16:44,7 19:45,9 15:36,6 15:26,6 | 1+3 0+1 0+0 0+0 1+3 0+1 0+0 0+0         | +2:52,3 |
| 10      | 9  | Belgia · 1. Lotte Lie · 2. Maya Cloetens · 3. Thierry Langer · 4. Florent Claude                                 | 1:08:01,5 17:24,6 17:37,4 16:44,8 16:14,7 | 1+6 0+6 0+1 0+2 0+0 0+1 1+3 0+1 0+2 0+2 | +3:20,0 |
| 11      | 15 | Słowenia · 1. Lena Repinc · 2. Anamarija Lampič · 3. Jakov Fak · 4. Lovro Planko                                 | 1:08:11,2 17:38,3 19:01,5 15:27,4 16:04,0 | 1+4 1+7 0+1 0+2 1+3 1+3 0+0 0+1         | +3:29,7 |
| 12      | 16 | Słowacja · 1. Paulína Bátovská-Fialková · 2. Anastasija Kuźmina · 3. Tomáš Sklenárik · 4. Artur Ischakow         | 1:08:16,8 17:02,7 17:47,2 16:23,0 17:03,9 | 0+3 0+5 0+0 0+2 0+1 0+0 0+1 0+1 0+1 0+2 | +3:35,3 |
| 13      | 17 | Estonia · 1. Regina Ermits · 2. Susan Külm · 3. Kristo Siimer · 4. Rene Zahkna                                   | 1:08:46,9 17:42,0 18:59,9 15:32,3 16:32,7 | 0+5 0+5 0+2 0+1 0+3 0+0 0+0 0+1 0+0 0+3 | +4:05,4 |
| 14      | 11 | Polska · 1. Natalia Sidorowicz · 2. Kamila Żuk · 3. Konrad Badacz · 4. Jan Guńka                                 | 1:08:51,7 16:58,7 17:55,3 16:52,5 17:05,2 | 0+5 1+7 0+0 0+1 0+0 0+0 0+3 0+3 0+2 1+3 | +4:10,2 |
| 15      | 13 | Bułgaria · 1. Łora Hristowa · 2. Milena Todorowa · 3. Władimir Iliew · 4. Błagoj Todew                           | 1:08:58,8 18:10,8 18:01,7 16:05,5 16:40,8 | 1+8 0+6 0+2 0+2 0+0 0+1 0+3 0+3 1+3 0+0 | +4:17,3 |
| 16      | 18 | Litwa · 1. Judita Traubaitė · 2. Lidija Žurauskaitė · 3. Maksim Fomin · 4. Vytautas Strolia                      | 1:09:06,7 17:56,2 18:38,7 16:23,6 16:08,2 | 0+3 0+2 0+0 0+0 0+0 0+1 0+2 0+1 0+1 0+0 | +4:25,2 |
| 17      | 12 | Austria · 1. Tamara Steiner · 2. Anna Gandler · 3. Simon Eder · 4. David Komatz                                  | 1:09:33,5 18:25,0 17:44,8 15:58,2 17:25,5 | 2+7 0+3 0+3 0+0 0+0 0+0 0+1 0+2 2+3 0+1 | +4:52,0 |
| 18      | 23 | Mołdawia · 1. Alina Striemous · 2. Alona Makarowa · 3. Maksim Makarow · 4. Pawieł Magaziejew                     | LAP 17:19,1 20:00,5                       | 0+4 0+3 0+0 0+0 0+2 0+2 0+2 0+1         | —       |
| 19      | 22 | Stany Zjednoczone · 1. Chloe Levins · 2. Deedra Irwin · 3. Maxime Germain · 4. Campbell Wright                   | LAP 18:47,6 18:38,6                       | 0+2 0+2 0+1 0+1 0+0 0+0                 | —       |
| 20      | 14 | Kanada · 1. Pascale Paradis · 2. Emma Lunder · 3. Logan Pletz · 4. Zachary Connelly                              | LAP 18:00,9 19:11,4                       | 1+5 0+7 0+0 0+1 0+2 0+3 1+3 0+3         | —       |
| 21      | 19 | Rumunia · 1. Anastasija Tołmaczewa · 2. Jelena Czirkowa · 3. Raul Flore · 4. Cornel Puchianu                     | LAP 18:57,5                               | 1+3 0+6 0+0 0+3 1+3 0+3                 | —       |
| 22      | 21 | Łotwa · 1. Estere Volfa · 2. Baiba Bendika · 3. Renārs Birkentāls · 4. Edgars Mise                               | LAP 20:05,7                               | 2+4 2+5 0+1 0+2 2+3 2+3                 | —       |
| 23      | 20 | Kazachstan · 1. Galina Wiszniewska · 2. Aisza Rakiszewa · 3. Nikita Akimow · 4. Iwan Darin                       | LAP 19:28,1                               | 1+5 0+4 0+2 0+1 1+3 0+3                 | —       |
| 24      | 24 | Wielka Brytania · 1. Shawna Pendry · 2. Chloe Dupont · 3. Matthew Chronicle · 4. Sean Benson                     | LAP 18:57,0                               | 1+4 1+5 0+1 0+2 1+3 1+3                 | —       |